# NBA All-Star Game 2007
Le NBA All-Star Game 2007 s'est déroulé le dimanche 18 février à Las Vegas dans le Thomas & Mack Center. C'était le 56e All-Star Game annuel. Ce fut la première fois que le match se disputait dans une ville sans franchise NBA et sur un campus. Le match a été diffusé sur Turner Network Television (TNT).
La Conférence Ouest (Western Conference) remporta la rencontre 153 à 132 sur la Conférence Est (Eastern Conference) au Thomas & Mack Center de Las Vegas. Les All-Star de la Conférence Ouest établirent deux records lors de ce match : 69 tirs réussis et 52 passes décisives. Amar'e Stoudemire scora 29 points et Carmelo Anthony en a eu 20 pour l'ouest. Le MVP du All-Star Game 2006, LeBron James a mené la Conférence Est avec 28 points, 6 rebonds et 6 passes décisives et Dwight Howard avec 20 points. Kobe Bryant, précédemment le MVP du NBA All-Star Game 2002, est passé de la 11e a la 10e place dans le classement des meilleurs scoreurs du All-star Game, surpassant Magic Johnson. Bryant a signé 31 points, 5 rebonds, 6 passes décisives et interceptions; pour sa performance, il a été choisi comme MVP du All-Star Game.
Le Commissionnaire de la NBA David Stern annonça qu'il ne laisserait pas parier sur les résultats du match dans l'État du Nevada.

## Las Vegas
Le match devait à l'origine être accueilli à Sacramento, en Californie dans l'ARCO Arena. Cependant parce que les propriétaires des Sacramento Kings, la famille Maloof, possède le Palms casino-resort à Las Vegas, alors la NBA a décidé d'accueillir le match dans le Nevada.
Le fait de choisir Las Vegas comme site du All-Star Game a été largement considéré comme une offre par la ville afin de donner à Las Vegas sa première franchise. Le maire de la ville Oscar Goodman a rencontré David Stern pour discuter de cette possibilité pendant les événements.

## Liste des All-Stars
Dans l'une des plus étonnante surprise du All-Star dans l'histoire récente, le MVP du All-Star Game 2006, LeBron James a eu le plus de votes, recevant 2 516 049 voix pour la position d'ailier de la Conférence Est. Seulement une personne a reçu plus de voix dans l'histoire de la NBA, Yao Ming avec 2 558 278. D'autres joueurs qui ont reçu plus de deux millions de voix pour ce match : Kobe Bryant, Dwyane Wade et Yao Ming.
Dans la Conférence Ouest, la course était serrée. Allen Iverson, le meneur avec sept participations au All-Star Game dans l'Est, a été transféré de 76ers de Philadelphie à Nuggets de Denver dans l'Ouest, attirant des votes du NBA Most Valuable Player Steve Nash. Mais étonnamment, ni l'un ni l'autre n'a été élu titulaire; c'était Tracy McGrady. Dirk Nowitzki, un autre joueur que les analystes ont prévu comme titulaire, ne pouvait pas rassembler assez de voix pour doubler Kevin Garnett (1 600 000 voix), mais il a été mis par les entraîneurs comme remplaçant et plus tard ajouté au titulaire de l'Ouest par l'entraîneur Mike D'Antoni. Tim Duncan a été également élu titulaire comme ailier fort. Carmelo Anthony, l'ailier star des Nuggets de Denver, n'a pas été élu comme titulaire ni comme remplaçant, car il a été impliqué dans une bagarre le 16 décembre 2006 et suspendu, mais il a été autorisé comme remplaçant (parce que Carlos Boozer a été blessé). Mehmet Okur du Jazz de l'Utah et Ray Allen des Sonics de Seattle ont été choisis par Stern pour remplacer Nash et Iverson blessés.
Gilbert Arenas de l'Est a tiré bénéfice du transfert de Iverson à l'Ouest pour être titulaire. Arenas a gagné assez de votes pour commencer en tant que meneur de l'Est, au-dessus de Vince Carter. Carter a été par la suite appelé comme remplaçant avec son équipier Jason Kidd. Dans une course controversée, Shaquille O'Neal a été voté titulaire en tant que pivot pour la 14e fois. Chris Bosh des Raptors de Toronto a été élu par les fans pour être titulaire.

### Entraîneurs
Avery Johnson des Mavericks de Dallas, qui a entraîné l'Ouest l'année dernière, a été remplacé par Mike D'Antoni des Suns de Phoenix. L'entraîneur de Est est Eddie Jordan des Wizards de Washington.

### Joueurs
Le tableau dénote le nombre de fois que le joueur a été choisi pour jouer dans le All-Star game, y compris 2007. Jason Kidd de l'Est et Carlos Boozer, Steve Nash, Allen Iverson, et Yao Ming de l'Ouest ne pouvaient pas jouer en raison des blessures.
| Pos.        | Joueur           | Équipe                 | Participation |
| Titulaires  | Titulaires       | Titulaires             | Titulaires    |
| ----------- | ---------------- | ---------------------- | ------------- |
| PG          | Gilbert Arenas   | Washington Wizards     | 3             |
| SG          | Dwyane Wade      | Heat de Miami          | 4             |
| SF          | LeBron James     | Cavaliers de Cleveland | 4             |
| PF          | Chris Bosh       | Raptors de Toronto     | 2             |
| C           | Shaquille O'Neal | Heat de Miami          | 14            |
| Remplaçants |                  |                        |               |
| PG          | Chauncey Billups | Pistons de Détroit     | 2             |
| SF          | Caron Butler     | Washington Wizards     | 1             |
| SG/SF       | Vince Carter     | New Jersey Nets        | 8             |
| SG          | Richard Hamilton | Pistons de Détroit     | 2             |
| PF/C        | Dwight Howard    | Magic d'Orlando        | 1             |
| SG/SF       | Joe Johnson      | Hawks d'Atlanta        | 1             |
| PG          | Jason Kidd       | New Jersey Nets        | 8             |
| PF/C        | Jermaine O'Neal  | Pacers de l'Indiana    | 6             |

| Pos.        | Joueur            | Équipe                    | Participation |
| Titulaires  | Titulaires        | Titulaires                | Titulaires    |
| ----------- | ----------------- | ------------------------- | ------------- |
| PG          | Tracy McGrady     | Rockets de Houston        | 7             |
| SG          | Kobe Bryant       | Lakers de Los Angeles     | 9             |
| SF          | Kevin Garnett     | Timberwolves du Minnesota | 10            |
| PF          | Tim Duncan        | Spurs de San Antonio      | 9             |
| C           | Yao Ming          | Rockets de Houston        | 5             |
| Remplaçants |                   |                           |               |
| SG          | Ray Allen         | SuperSonics de Seattle    | 7             |
| SF          | Carmelo Anthony   | Nuggets de Denver         | 1             |
| PF          | Carlos Boozer     | Jazz de l'Utah            | 1             |
| SF          | Josh Howard       | Mavericks de Dallas       | 1             |
| PG/SG       | Allen Iverson     | Nuggets de Denver         | 8             |
| SF          | Shawn Marion      | Suns de Phoenix           | 4             |
| PG          | Steve Nash        | Suns de Phoenix           | 5             |
| PF          | Dirk Nowitzki     | Mavericks de Dallas       | 6             |
| PF/C        | Mehmet Okur       | Jazz de l'Utah            | 1             |
| PG          | Tony Parker       | Spurs de San Antonio      | 2             |
| PF/C        | Amar'e Stoudemire | Suns de Phoenix           | 2             |

### Scores
| Équipe | 1  | 2  | 3  | 4  | Tot. |
| ------ | -- | -- | -- | -- | ---- |
| East   | 31 | 28 | 29 | 44 | 132  |
| West   | 39 | 40 | 40 | 34 | 153  |

## Officiels
- 24 - Mike Callahan
- 33 - Sean Corbin
- 13 - Monty McCutchen

## Célébrités ayant assisté au match
- Queen Latifah
- Jay-Z
- Beyoncé Knowles
- Ludacris
- Mary J. Blige
- Prince Rogers Nelson
- Christine Evans
- Nick Cannon
- James Pickens, Jr.
- Keith Robinson
- Ciara
- Sean Combs
- Eva Longoria
- Adam Sandler
- Chris Tucker
- Rupert Murdoch
- Arnold Schwarzenegger
- Barry Bonds
- Siegfried & Roy
- Wayne Newton
- Pacman Jones

## T-Mobile Rookie Challenge
Le 16 février 2007, les Sophomores ont écrasé les Rookies 155-114. David Lee des Knicks de New York a marqué 30 points et pris 11 rebonds, il a remporté le trophée de MVP. Monta Ellis des Warriors de Golden State a marqué 28 points.
| Pos.  | Joueur          | Équipe                    |
| ----- | --------------- | ------------------------- |
| SF/PF | Andrea Bargnani | Raptors de Toronto        |
| PG    | Jordan Farmar   | Lakers de Los Angeles     |
| PG/SG | Randy Foye      | Timberwolves du Minnesota |
| PF/C  | Jorge Garbajosa | Raptors de Toronto        |
| SG/SF | Rudy Gay        | Grizzlies de Memphis      |
| PF    | Paul Millsap    | Jazz de l'Utah            |
| SG/SF | Adam Morrison   | Bobcats de Charlotte      |
| PG/SG | Brandon Roy     | Trail Blazers de Portland |
| PG    | Marcus Williams | New Jersey Nets           |

| Pos.  | Joueur         | Équipe                   |
| ----- | -------------- | ------------------------ |
| PF/C  | Andrew Bogut   | Bucks de Milwaukee       |
| C     | Andrew Bynum   | Lakers de Los Angeles    |
| PG/SG | Monta Ellis    | Warriors de Golden State |
| PG    | Raymond Felton | Bobcats de Charlotte     |
| SF    | Danny Granger  | Pacers de l'Indiana      |
| SG    | Luther Head    | Rockets de Houston       |
| PF    | David Lee      | Knicks de New York       |
| PG    | Chris Paul     | New Orleans Hornets      |
| PG    | Deron Williams | Jazz de l'Utah           |

### Résultats
| Équipe     | 1  | 2  | Tot. |
| ---------- | -- | -- | ---- |
| Rookies    | 48 | 66 | 114  |
| Sophomores | 77 | 78 | 155  |
David Lee marque 30 points et les Sophomore battent les Rookies pour la 5e année consécutive, 155-114. Lee, qui ajoute 11 rebonds et quatre passes décisives, remporte le trophée de MVP du match. Chris Paul réalise 17 passes décisives, 9 interceptions et marque 16 points. Monta Ellis est le bénéficiaire de plusieurs passes décisives de Paul, il fait 5 alley-oop dunks, et marque 28 points. Rudy Gay et Paul Millsap marquent 22 points chacun pour les rookies.
Record dans le match :
- Plus grand nombre de points dans un mi-temps : 78 points (Sophomores 2e moitié)

### Entraîneurs
Rookies: Mike O'Koren des Washington Wizards
Sophomores: Marc Iavaroni des Suns de Phoenix

## Autres événements

### Foot Locker Three-Point Shootout
| Pos. | Joueur         | Équipe                 |
| ---- | -------------- | ---------------------- |
| PG   | Gilbert Arenas | Washington Wizards     |
| PG   | Damon Jones    | Cavaliers de Cleveland |
| SF   | Jason Kapono   | Heat de Miami          |
| SG   | Mike Miller    | Grizzlies de Memphis   |
| PF   | Dirk Nowitzki  | Mavericks de Dallas    |
| PG   | Jason Terry    | Mavericks de Dallas    |

Jason Kapono a égalisé le record de Mark Price avec 24 points et a vaincu Gilbert Arenas sur son chemin au titre du Foot Locker Three-Point Shootout.

### SpriteSlam DunkCompetition
| Pos. | Joueur        | Équipe             |
| ---- | ------------- | ------------------ |
| SG   | Gerald Green  | Celtics de Boston  |
| C    | Dwight Howard | Magic d'Orlando    |
| PG   | Nate Robinson | Knicks de New York |
| PF   | Tyrus Thomas  | Bulls de Chicago   |

Le vainqueur du concours de dunks fut Gerald Green face à Nate Robinson en finale.

### PlayStation Skills Challenge
| Pos. | Joueur       | Équipe                 |
| ---- | ------------ | ---------------------- |
| SG   | Kobe Bryant  | Lakers de Los Angeles  |
| SF   | LeBron James | Cavaliers de Cleveland |
| PG   | Steve Nash   | Suns de Phoenix        |
| PG   | Chris Paul   | New Orleans Hornets    |
| SG   | Dwyane Wade  | Heat de Miami          |

#### Résultats
| Round 1      | Round 1    | Round 1     | Round 1   | Round 1     | Round 1 |
| Nom          | Chest Pass | Bounce Pass | Jump Shot | Outlet Pass | Temps   |
| ------------ | ---------- | ----------- | --------- | ----------- | ------- |
| LeBron James | 1          | 1           | 2         | 2           | 35.4    |
| Chris Paul   | 3          | 1           | 2         | 3           | 39.6    |
| Kobe Bryant  | 1          | 1           | 1         | 1           | 29.8    |
| Dwyane Wade  | 2          | 1           | 1         | 1           | 31.3    |
| Round 2      |            |             |           |             |         |
| Nom          | Chest Pass | Bounce Pass | Jump Shot | Outlet Pass | Temps   |
| Dwyane Wade  | 1          | 1           | 1         | 1           | 26.4    |
| Kobe Bryant  | 5          | 2           | 1         | 1           | 45.8    |

Dwyane Wade a gagné son second Skills Challenge.

### Haier Shooting Stars Competition
L'équipe de Chicago (48.8) et l'équipe de Détroit (1:06) ont avancé au final round. En raison du tir défectueux de Ben Gordon avant Candice Dupree, Détroit a gagné par défaut.
| Chicago          | Chicago                        | Chicago |
| ---------------- | ------------------------------ | ------- |
| Ben Gordon       | Bulls de Chicago               |         |
| Candice Dupree   | Chicago Sky                    |         |
| Scottie Pippen   | Bulls de Chicago (Retiré)      |         |
| Detroit          |                                |         |
| Chauncey Billups | Pistons de Détroit             |         |
| Swin Cash        | Detroit Shock                  |         |
| Bill Laimbeer    | Pistons de Détroit (Retiré)    |         |
| Los Angeles      |                                |         |
| Smush Parker     | Lakers de Los Angeles          |         |
| Temeka Johnson   | Los Angeles Sparks             |         |
| Michael Cooper   | Lakers de Los Angeles (Retiré) |         |
| San Antonio      |                                |         |
| Tony Parker      | Spurs de San Antonio           |         |
| Kendra Wecker    | San Antonio Silver Stars       |         |
| George Gervin    | Spurs de San Antonio (Retiré)  |         |

## Programme
- 15-19 février: NBA Jam Session
- vendredi, 16 février: NBA All-Star Celebrity Game
- vendredi, 16 février: 2007 Rookie Challenge
- samedi, 17 février: NBA Development League All-Star Game
- samedi, 17 février: NBA All-Star Saturday (Slam Dunk Contest, Three-Point Shootout, Shooting Stars Competition, Skills Challenge)
- dimanche, 18 février: NBA All-Star Game